# Pontogenia nuda
Pontogenia nuda är en ringmaskart som beskrevs av Horst 1917. Pontogenia nuda ingår i släktet Pontogenia och familjen Aphroditidae. Inga underarter finns listade i Catalogue of Life.